# Тичино
Тичи́но (итал. Ticino, нем. , фр. и романш. Tessin) — италоязычный кантон на юге Швейцарии. Административный центр — город Беллинцона. Население — 341 652 человека (8-е место среди кантонов; данные 2012 г.).

## География
Площадь — 2812 км² (5-е место среди кантонов).

## История
Первоначальная история кантона Тичино крайне темна вплоть до XII века. Первоначальные обитатели этой местности, родственные этрускам, были вытеснены или завоёваны галлами не позже IV в. до н. э. После завоевания Галлии римлянами Тичино входил в состав провинции Цизальпинская Галлия, а после падения Римской империи принадлежал остготам, затем лангобардам и, наконец, франкам. Во времена римлян или ещё раньше были основаны главные города Тичино: Беллинцона, Лугано, Локарно. Христианство распространилось в долине верхнего Тичино в V веке. Наследники Карла Великого щедро раздавали в виде ленов различные части нынешнего кантона Тичино; важнейшим для судьбы области был дар императора Генриха II (в XI веке), пожаловавшего в лен епископу города Комо графство Беллинцону с привилегией вести торговлю в Лугано и ловить рыбу во всех реках, впадающих в Лаго-Маджоре. Епископы Комо понемногу, после ожесточённой борьбы с соседними владетелями, захватили власть почти над всем Тичино.
Во время борьбы между Фридрихом Барбароссой и ломбардскими городами епископ Комо, а с ним и весь Тичино, стояли на стороне первого; здесь происходили на суше и на воде битвы, тем более кровопролитные, что среди населения Тичино не было единодушия (часть его стояла на стороне ломбардских городов) и внешняя война осложнялась внутренней. Вся страна была многократно опустошена миланцами, а к концу XIV века была окончательно завоёвана ими. Ещё ранее, начиная с 1331 года, Тичино, в особенности его северная часть (Левентинская долина), стал делаться жертвой набегов из соседнего Ури, от которых его недостаточно защищали труднопереходимые высоты Сент-Готарда. Жители Ури при своих набегах стремились к захвату скота и наложению дани и нередко достигали цели. Набеги продолжались в XV веке; миланские герцоги не всегда находили нужным или оказывались в силах защищать от них свои северные владения. В 1417 году Левентинская долина была завоёвана жителями Ури и Унтервальдена, и император Сигизмунд утвердил это завоевание. В следующем году союзники купили у герцога миланского Беллинцону.
После этого вся северная часть нынешнего кантона Тичино управлялась чиновниками (ландфохтами), по очереди на годичный срок назначавшимися то Ури, то Унтервальденом, и жестоко эксплуатировавшими страну. Это продолжалось всего 5 лет. В 1422 году герцог миланский сделал набег на Тичино и завоевал всю страну вплоть до Сент-Готарда. Люцерн, Цуг и Цюрих, опасавшиеся усиления Милана, заключили союз с лесными кантонами (Ури и Унтервальден), но швейцарцы были разбиты при деревне Арбедо миланской армией под начальством Карманьолы. Тичино остался под властью Милана; но в 1441 году герцог миланский уступил Левентинскую долину в полное обладание Ури. В смутные времена, последовавшие за смертью бездетного Филиппо Мария Висконти (1447 год), южный Тичино несколько раз переходил из рук в руки, но остался во владении Милана. Попытка последнего вновь овладеть Левентинской долиной окончилась жестоким поражением его войска при Джорнико в 1478 году. Население Беллинцоны и других городов по реке Тичино, утомлённое беспрерывными войнами, в которые его вовлекала политическая связь с Миланом, в 1500 году, воспользовавшись войной с Францией, добровольно отдалось под защиту Ури, Швица и Унтервальдена, выговорив себе некоторые права. В 1512 году население Ури, Унтервальдена и Швица, следуя призыву папы Юлия II, выставило войско в 18 000 человек, которое перешло через Альпы, помогло выгнать французов из Ломбардии и восстановить в Милане Массимилиано Сфорца, но в виде вознаграждения захватило Лугано, Локарно и поселения к югу от озера Лугано, опираясь на симпатии значительной части населения.
С этого времени в южном Тичино начинается власть 12 кантонов Швейцарии (из общего числа 13 Аппенцель не имел доли в этой власти); Левентинская долина оставалась в исключительном обладании Ури, а Беллинцона принадлежала трём кантонам (Ури, Швицу и Нидвальдену). Южная часть Тичино была разделена на ландфохтства (Лугано, Локарно, Мендризио и Валлемаджио); во главе каждого стоял ландфохт, или capitano, назначавшийся по очереди одним из 12 кантонов на 2-летний срок; при нём состоял совет из 12 членов, назначавшихся на годичный срок отдельными кантонами. Этот совет с ландфохтом во главе являлся верховным судебным (апелляционным) и административным органом. Низшая судебная и административная власть принадлежала регентам, выбиравшимся в отдельных поселениях на всенародных собраниях. При них состояли советы, тоже избираемые населением. Швейцарские кантоны в виде награды за оказанные им при завоевании Тичино услуги признали уже существовавшие ранее или создали новые дворянские права за некоторыми лицами и семьями; в число дворянских прав входило наследственное право заседать в советах. Дворяне сохранили различные привилегии на охоту и рыбную ловлю, на сбор податей, на натуральные повинности со стороны населения. В три века владычества 12 кантонов над Тичино в нём прекратились войны; старинные замки были по большей части разрушены. Однако суды и администрация, в широких размерах доступные подкупу, управление, имевшее целью предоставить всевозможные торговые выгоды швейцарцам и затормозить развитие местной торговли, не могли обеспечить ни личную безопасность, ни благосостояние населения. Дороги были плохи, разбойничество процветало, образование не развивалось.
Реформация начала распространяться в XVI веке, но была подавлена насильственно. Сильное восстание 1755 года, преимущественно в Левентинской долине, было тоже подавлено с большой жестокостью; после него в виде наказания были сокращены и без того скромные права выборных советов. После завоевания Ломбардии французами в 1796 году в Тичино началось брожение. Испуганные кантоны послали в Тичино двух уполномоченных для умиротворения населения реформами и обещаниями. Цель была достигнута. Строгокатолическое население страны, боявшееся неверия французов и уже сросшееся с кантонами, в большинстве вполне готово было удовольствоваться реформами, не требуя политического отделения от Швейцарии.
Только немногочисленные революционеры желали присоединения Тичино к Цизальпинской республике. 15 февраля 1798 года небольшой отряд республиканцев произвёл из Милана нападение на Лугано; на улицах города произошла битва, в которой революционеры были разбиты. Луганцы посадили на площади дерево свободы, увенчали его вместо фригийской шапки шапкой Вильгельма Телля, принесли присягу на верность Швейцарии и выбрали временное правительство. Цизальпинское правительство поспешило отречься от солидарности с отрядом, напавшим на Лугано, и признать луганское правительство.
Когда в апреле 1798 года была организована Гельветическая республика, то Тичино вошёл в её состав в виде двух кантонов: Лугано (с Локарно, Мендризио и вообще югом Тичино) и Беллинцона (с Левентинской долиной). Оба кантона посылали своих представителей в сенат и Большой совет. Из 16 их представителей в Большом совете 12 были едва грамотны. 1799 год, год борьбы на швейцарской территории между русскими и австрийцами с одной стороны и французами — с другой, тяжело отозвался и на Тичино; против сторонников революции возникали восстания, сопровождавшиеся разрушением домов и убийством некоторых видных политических деятелей.
Акт посредничества 1803 года создал из разрозненных до тех пор, но уже тяготевших друг к другу географически и этнографически частей один кантон Тичино (18-й швейцарский кантон). Конституцией 1803 года законодательная власть была предоставлена большому совету из 110 членов, избиравшихся гражданами, исполнительная — малому совету из 9 членов, избиравшихся большим советом. Общины управлялись синдиком, двумя его помощниками и советом из 8—16 членов, тоже избираемых гражданами. Избирались и члены различных судов. Право голоса при всех этих избраниях принадлежало не всему населению, а лишь лицам, удовлетворявшим требованиям довольно высокого имущественного ценза. Католическая религия объявлена была господствующей. Столицей была признана Беллинцона.
Период 1803—14 годов был временем быстрого развития благосостояния кантона. Правительство охотно основывало школы и улучшало пути сообщения; старые стеснения земледелия и торговли пали; податная система пересмотрена в демократическом духе. Но этот же период подготовил усиление зажиточного класса, который был недоволен излишней демократичностью конституции 1803 года.
В 1814 году произошло сильное общественное брожение, связанное с брожением во всей Швейцарии. Одна за другой принимались новые конституции, пять в течение одного года; наконец последняя из них 17 декабря 1814 года вступила в силу и сохранила её до 1830 года. Она повышала имущественный и возрастной (с 20 до 25 лет) ценз для права участия в выборах и значительно сокращала действие выборного начала: даже Большой совет из выборного целиком обращался в выборный лишь наполовину; другая половина пополнялась кооптацией. Малый совет был заменён государственным советом из 11 членов, избираемых Большим советом. Судьи назначались Большим советом. Грубобуржуазные тенденции, обнаруженные правительством при действии этой конституции, и рост общественного самосознания вызвали против неё сильное недовольство; во главе либеральной оппозиции стоял талантливый публицист, впоследствии член государственного совета Стефан Франшини (Franscini). Недовольство грозило перейти в восстание.
Испуганный Большой совет поспешил приступить к выработке новой конституции, которая и была принята 23 июня 1830 года. Эта конституция восстановила систему выборов Большого совета, несколько понизила имущественный ценз, гарантировала свободу печати (которая благодаря развитию просвещения возникла и приобрела некоторое значение) и совести. На этой последней почве в след. десятилетия шла упорная борьба между либералами и клерикалами. Духовенство в католическом Тичино. пользовалось большим влиянием, школы были совершенно в его руках. Из-за преподавания в них, из-за прав и владений монастырей и связанной с этим системы управления шла борьба. Клерикалы, опираясь на низшие слои населения, в вопросе об избирательном праве и некоторых других были значительно демократичнее либералов.

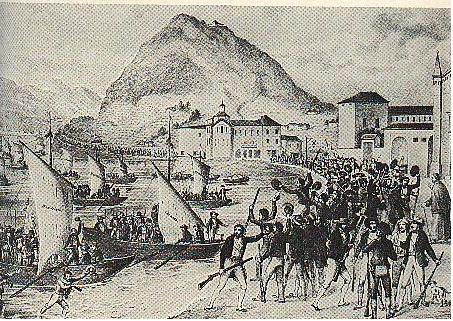
Восстание в Тичино 6 декабря 1839 года

В 1839 году власть посредством восстания захватили либералы. В 1841 году клерикалы попытались тем же способом захватить её обратно, но потерпели неудачу; вождь их Несси был казнён. Либералы воспользовались своею властью, чтобы провести закон об обязательном и светском обучении, сократить владения и права монастырей.
В 1870 году либералы начали борьбу за перенесение столицы кантона, которою с 1830 года поочерёдно (через каждые 6 лет) были Беллинцона, Лугано и Локарно, в либеральный Лугано; но это им не удалось. Под давлением обстоятельств либеральному Большому совету несколько раз приходилось понижать имущественный избирательный ценз. В 1875 году выборы доставили в Большом совете большинство клерикалам. Последние поспешили провести всеобщее голосование, но вместе с тем начали систематически удалять прежних чиновников и в особенности учителей, изменили школьные программы и имели в виду целый ряд других подобных мер. Восстание, вызванное либералами в Стабио в 1876 году, было подавлено при помощи федеральных войск. В 1878 году Большой совет признал клерикальную Беллинцону постоянной столицей кантона.
Выборы 1889 года дали клерикалам 75 мест в Большом совете, а либералам только 37. Либералы не без основания указывали, что этот результат был достигнут благодаря недобросовестной нарезке избирательных округов и подтасовкам в избирательных списках. Они настойчиво требовали ревизии конституции, но она тормозилась правительством. 11 сентября 1890 года в Лугано и Беллинцоне одновременно произошли восстания; толпы народа взяли приступом все правительственные здания, причём был убит только один человек — член государственного совета Росси, сопротивлявшийся повстанцам. Быстро сформировалось временное правительство. Посланный из Берна центральным правительством комиссар принял из рук временного правительства власть; под его управлением были произведены новые выборы и выработана новая демократическая конституция 1892 года.

## Население
Большинство населения кантона — италошвейцарцы. Большинство верующих — католики.
В сентябре 2013 года жители кантона Тичино стали первыми в Швейцарии, проголосовавшими за запрет на ношение паранджи и никаба в общественных местах. В пользу этого запрета высказалось около 65 % участников кантонального референдума.

## Административное деление

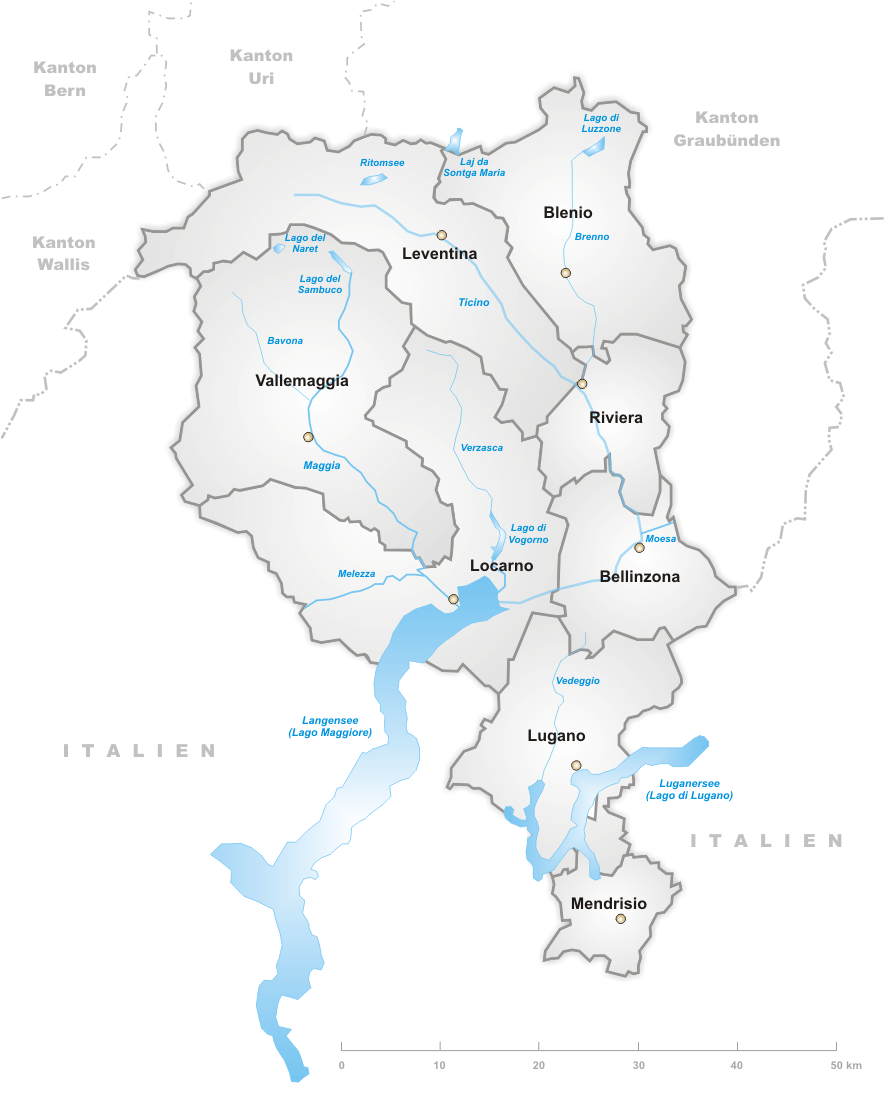
Административное деление кантона.

Кантон Тичино делится на 8 округов:
| Герб       | Округ      | Население чел. (2012) | Плотность населения чел./км² | Площадь км² | Главный город |
| ---------- | ---------- | --------------------- | ---------------------------- | ----------- | ------------- |
| Лугано     | Лугано     | 146 045               | 439,89                       | 332         | Лугано        |
| Локарно    | Локарно    | 62 787                | 106,06                       | 592         | Локарно       |
| Мендризио  | Мендризио  | 49 557                | 490,66                       | 101         | Мендризио     |
| Беллинцона | Беллинцона | 49 473                | 233,36                       | 212         | Беллинцона    |
| Ривьера    | Ривьера    | 12 731                | 76,69                        | 166         | Биаска        |
| Левентина  | Левентина  | 9524                  | 19,84                        | 480         | Фаидо         |
| Валлемаджа | Валлемаджа | 5944                  | 10,45                        | 569         | Чевио         |
| Бленио     | Бленио     | 5591                  | 15,49                        | 361         | Акуаросса     |
|            | Всего      | 341 652               | 121,45                       | 2813        |               |

## Государственное устройство
Законодательный орган — Большой совет (Gran Consiglio), исполнительный орган — Государственный совет (Consiglio di Stato), суд апелляционной инстанции — Апелляционный трибунал (Tribunale di appello), суды первой инстанции — уголовные суды первой инстанции, низшее звено судебной системы — мировые судьи.

## Экономика

### Доходы населения
С 1 января 2021 в кантоне Тичино установлен третий самый высокий минимальный размер оплаты труда в мире и самый низкий среди четырёх введших МРОТ кантонов Швейцарии (после кантона Женева самый высокий в мире (23 франка (€21,30) в час или 4086 франков (€3785,47) в месяц и кантонов Невшатель и Юра (второй по высоте в мире, 20 франков (€18,53) в час или около 3600 франков (€3335,21) в месяц) и он составляет 19,75 франков (€18,29) в час или около 3500 франков (€3241,40) в месяц).

## Наука и образование
- Ньосская астрономическая обсерватория

## Культура
Небольшой кантон живёт насыщенной культурной жизнью: на его территории проходит кинофестиваль в Локарно, джазовый фестиваль в Лугано, Новоорлеанский фестиваль и недели классической музыки в Асконе.

## Достопримечательности

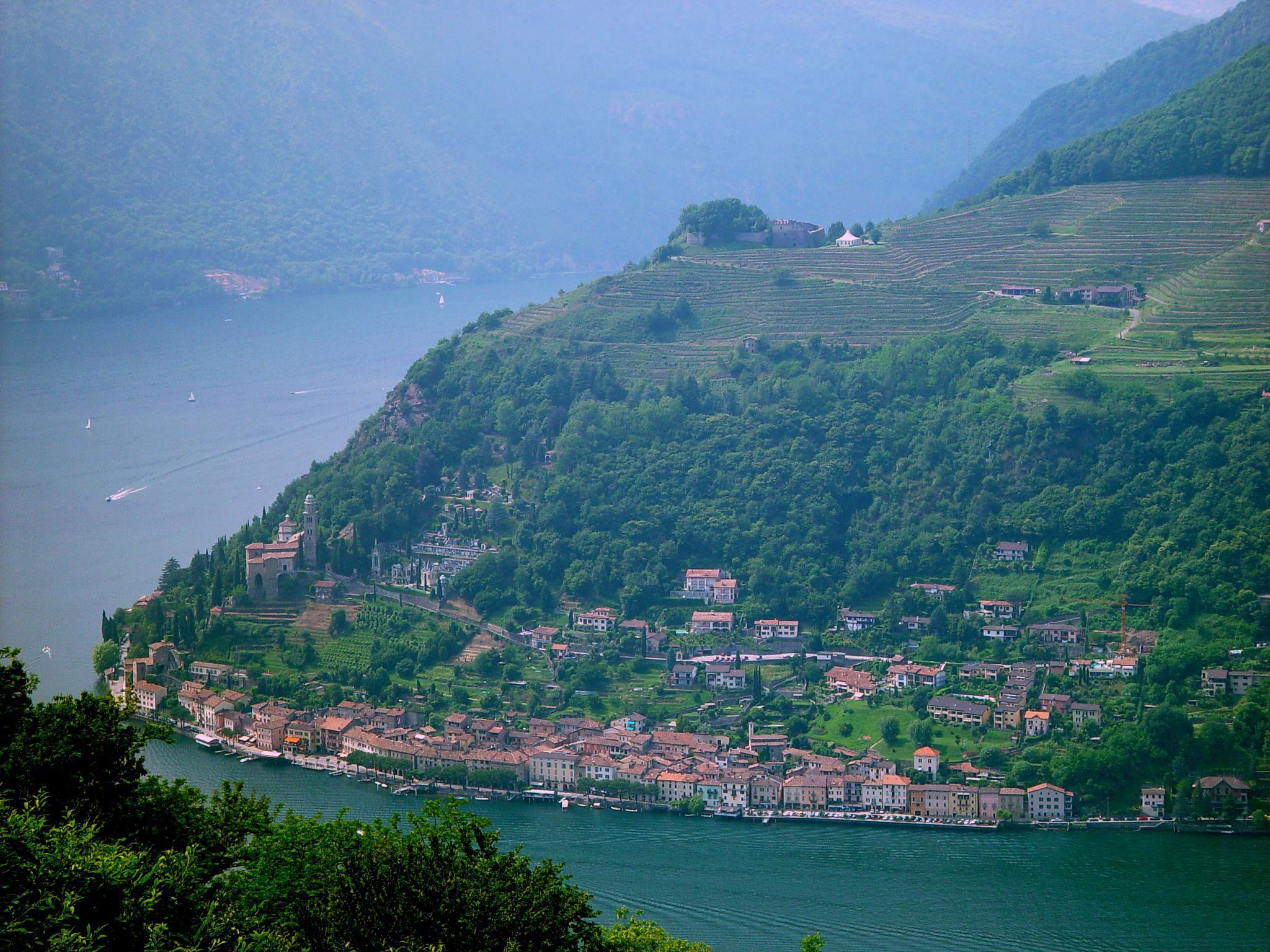
Город Моркоте в Тичино.

- Крепостные сооружения Беллинцоны — объект Всемирного наследия ЮНЕСКО

## Значение в истории искусства
В истории искусства Тичино, или Тессинский кантон, знаменит тем, что дал миру значительное количество выдающихся архитекторов, декораторов, скульпторов. Открытие этого факта принадлежит русскому художнику и историку искусства А. Н. Бенуа. Весной 1908 года Бенуа приехал на отдых в Швейцарию, выбрав укромное место в горах, вдали от людей, знаменитых музеев и архитектурных памятников. Он надеялся отдохнуть от работы. Однако в г. Лугано и окрестностях он увидел множество небольших церквей, искусно сложенных из камня, а когда начал листать церковные книги (инстинкт историка взял верх), то к своему удивлению обнаружил знакомые ему фамилии уроженцев этих мест. Статью об этом замечательном факте Бенуа озаглавил «Рассадник искусства».
Оказалось, что из сравнительно небольшой местности вокруг Лугано происходят родом многие выдающиеся мастера: Д. Трезини, первый архитектор Санкт-Петербурга (родился в селении Астано близ Лугано), строители Москвы из семьи Жилярди, Д. Мерлини, строитель дворца в Лазенках (Польша), Пьетро Антонио Солари, строитель Грановитой палаты и башен Московского кремля, М. Ботта, Л. Каноника, Франческо Каратти, Доменико Фонтана, Дж. М. Фонтана (предполагают существование трёх мастеров под эти именем), мастера семей Квальо, Карлоне, работавшие в России «каменных дел мастер» Д. Висконти, А. Квадрио (Г. Квадро ?), две артели скульпторов-декораторов, одна из них под руководством Дж. Ф. Росси, создавала скульптурный декор церкви Знамения Богородицы в Дубровицах, другая (?) — Меншиковой башни в Москве. В городке Биссоне близ Лугано родился гений итальянского барокко Франческо Борромини, в Каполаго — Карло Мадерна. В России работали А. Камуцци, О. Лонги, П. Мадерни, Дж. Фраскини, семьи мастеров Руска, Адамини, Бруни, Бернардацци. Предки архитектора В. Бренны были тессинцами. Более ста сорока тессинцев на протяжении нескольких десятилетий работали в России. А. Н. Бенуа объяснял этот феномен тем, что гористая местность и недостаток плодородной земли ограничивали деятельность жителей занятиями математикой, механикой и строительством. Но достойное применение своим талантам они могли найти только в других, более крупных и богатых государствах, где был спрос на строителей, инженеров, фортификаторов.
Схожая история произошла с итальянскими мастерами, которые не находили заказов в Италии в конце XVI в. Историк архитектуры С. С. Подъяпольский назвал их миграцию «исходом», а мастеров «перелётными птицами», остроумно переиграв в «обратном контексте» известное наименование общества «Перелётные птицы» — объединения иностранных художников, прибывавших в католический Рим из стран Северной Европы.
В результате наиболее ответственные работы в странах Центральной и Северной Европы поручали итальянским и тессинским архитекторам, авторитет которых был необычайно высок. Мастеров некоторых областей Северной Италии и по берегам о. Комо называют: «бродячие каменщики», «комаски», «магистри комачини», или «маэстри комачини».